# Конан О'Брайън
Конан Кристофър О'Брайън (на английски: Conan O'Brien; роден на 18 април 1963 г.) е американски комедиант, сценарист и телевизионен водещ.
Носител на наградата Еми, известен най-вече с участието си в късното вечерно шоу на NBC „Late Night with Conan O’Brien“ („Късновечерното шоу с Конан О'Брайън“).
Той е най-известен с това, че е бил домакин на късни вечерни токшоута в продължение на почти 28 години: „Късновечерното шоу с Конан О'Брайън“ („Late Night with Conan O’Brien“; 1993 – 2009) и „Шоуто тази вечер с Конан О’Брайън“ („The Tonight Show with Conan O'Brien“; 2009 – 2010) в телевизионната мрежа на NBC и „Конан“ („Conan“; 2010 – 2021) по кабелния канал TBS. Преди кариерата си на хостинг, той е автор на „Събота вечер на живо“ („Saturday Night Live“) (1987–1991) и „Семейство Симпсън“ („The Simpsons“) (1991–1993). 
Женен е за своята почитателка Елизабет Ан Пауъл от 2002 г. Имат 2 деца: дъщеря Нив (родена 2003 г.) и син Бекет (роден 2005 г.). 